# Paquita Jolis Puig
Francisca Jolis Puig (Amer, Cataluña, 18 de noviembre de 1916 - Marsella, 16 de agosto de 1982), más conocida como Paquita, fue una anarquista y feminista española.

## Biografía
Nació el 18 de noviembre de 1916 en Amer, en la comarca catalana de Selva. Hija de Coloma Puig y Joaquim Jolis.
Durante la Segunda República Española, Jolis Puig hizo campaña activa en la Federación Ibérica de Juventudes Libertarias de Premià de Dalt, en Cataluña. En 1936 creó, junto con su hermana Assumpció y un grupo de en torno a veinte mujeres, el capítulo local de la organización anarcofeminista “Mujeres libres". Este grupo contribuyó decisivamente al desarrollo del municipio e impulsó la creación del Museo de Física y Ciencias Naturales.
Tras la victoria de Francisco Franco durante la Guerra Civil Española, Paquita Jolis Puig se vio obligada a exiliarse en Francia con su compañero, el anarcosindicalista Francesc Botey Badosa. La pareja se instaló en 1941 en La Treille.
Participó activamente en la federación local de activistas de la Confederación Nacional del Trabajo (CNT) en Marsella.
Paquita Jolis Puig falleció el 16 de agosto de 1982 en Marsella.